# Karl von Gemmingen-Hornberg (1857–1935)

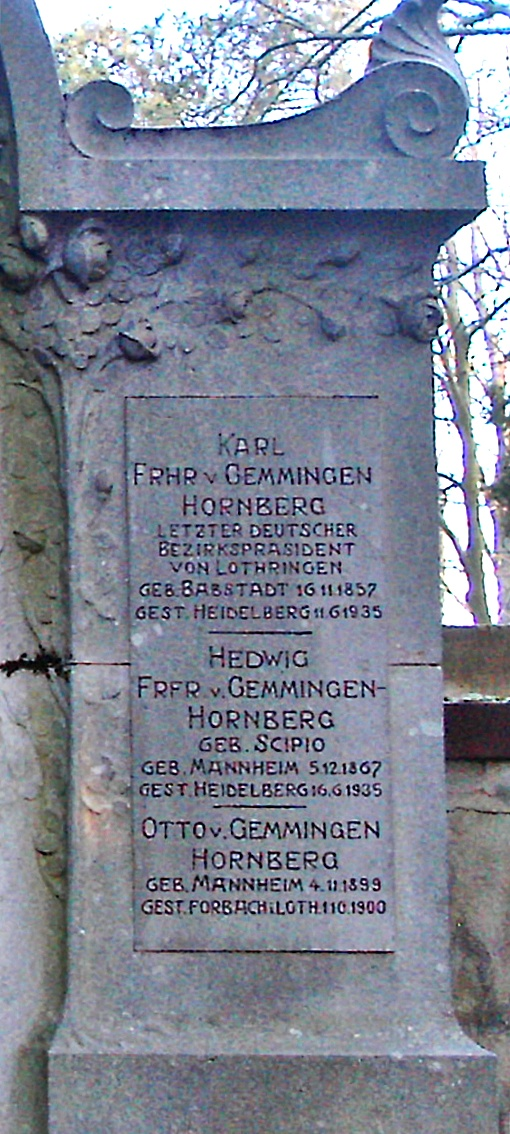
Grabstein, Hauptfriedhof Mannheim (Teil des großen Grabmals der Familie Scipio)

Karl Freiherr von Gemmingen-Hornberg (* 16. November 1857 in Babstadt, Baden; † 11. Juni 1935 in Heidelberg) war ein Verwaltungsjurist. Er war Kreisdirektor in Forbach und Straßburg sowie Bezirkspräsident in Lothringen.

## Leben
Er war ein Sohn des Babstadter Grundherrn Hermann von Gemmingen (1820–1891) und der Pauline Maximiliane Philippine von Ellrichshausen (1825–1865). Er besuchte von 1868 bis 1877 das Gymnasium in Heilbronn und studierte anschließend Rechtswissenschaft an der Georg-August-Universität Göttingen. 1879 wurde er im Corps Bremensia Göttingen aktiv. Nach dem Zweiten Staatsexamen war er Regierungsassessor in Colmar und später bei den Bezirkspräsidien in Erstein, Chateau-Salins und Metz. Von 1896 bis 1903 war er Kreisdirektor des Kreises Forbach, von 1903 bis 1912 Kreisdirektor des Kreises Straßburg. Bei der Reichstagswahl 1912 war er der Kandidat der Reichspartei im Reichstagswahlkreis Karlsruhe-Bruchsal. Obwohl er Protestant war, wurde seine Kandidatur von der Zentrumspartei unterstützt. Von 1912 bis 1918, bis zum Ende des Ersten Weltkriegs, war er der letzte kaiserliche Bezirkspräsident des Bezirks Lothringen im Reichsland Elsaß-Lothringen. Das Corps Rhenania Straßburg verlieh ihm 1929 in Marburg das Band.

## Familie
Karl von Gemmingen-Hornberg heiratete am 18. Februar 1892 Hedwig Scipio (1867–1935) aus Mannheim. Deren Eltern waren der Unternehmer Ferdinand Scipio (1837–1905) und seine Frau Clotilde geb. Jordan, Tochter des Deidesheimer Weingutbesitzers Ludwig Andreas Jordan (1811–1883). Die Eheleute wurden im Familiengrab Scipio auf dem Hauptfriedhof Mannheim bestattet und sind rechts auf dem großen Gesamtgrabmal vermerkt.
Nachkommen
Hans Lothar (1893–1975) ⚭ Ellenruth Röchling (1900–1977)
Clothilde Pauline (1895–1980)
Pauline Clothilde (1898–1988) ⚭ Joachim Graf von Hohenthal (1895–1969)
Ludwig (1901–1978) ⚭ Ilse Kottenhahn (* 1910)